# Finnországban történt légi közlekedési balesetek listája
A Finnországban történt légi közlekedési balesetek listája mind a halálos áldozattal járó, mind pedig a kisebb balesetek, meghibásodások miatt történt, gyakran csak az adott légiforgalmi járművet érintő baleseteket is tartalmazza évenkénti bontásban.

## Finnországban történt légi közlekedési balesetek

### 2012
- 2012. szeptember 24., Utsjoki közelében. Két fő életét vesztette, amikor lezuhant kisrepülőjük.[1]

### 2014
- 2014. április 20., Jamijärvi közelében. Lezuhant egy ejtőernyősöket szállító repülőgép a Jamijärvi sportrepülőtér közelében. A balesetben 8 fő vesztette életét.[2]
- 2014. június 28., Jamijärvi közelében. Egy sárkányrepülős lezuhant és életét vesztette.[3]
- 2014. július 11., Kokemäki repülőtere közelében. Egy sárkányrepülős életét vesztette, amikor lezuhant légi járművével.[4]
- 2014. augusztus 2., Espoo közelében. Egy kisrepülő a közeli tengerbe csapódott. Egy fő életét vesztette a balesetben.[5]

### 2017
- 2017. július 19., Laukaa közelében, Jyväskylä mellett. Egy kisrepülő lezuhant az ország déli, középső részén. A pilóta életét vesztette a balesetben.[6]